# Mirabeau, Alpes-de-Haute-Provence
Mirabeau (occitanska: Mirabèu) är en kommun i departementet Alpes-de-Haute-Provence i regionen Provence-Alpes-Côte d'Azur i sydöstra Frankrike. Kommunen ligger  i kantonen Digne-les-Bains-Ouest som ligger i arrondissementet Digne-les-Bains. År 2022 hade Mirabeau 508 invånare.

## Befolkningsutveckling
Antalet invånare i kommunen Mirabeau
Referens: INSEE